# Kaneta Kimotsuki
Kanemasa Kimotsuki (肝付 兼正 Kimotsuki Kanemasa?,  Kiire, Prefectura de Kagoshima, 15 de noviembre de 1935 - Japón, 20 de octubre de 2016), mejor conocido bajo su nombre artístico de Kaneta Kimotsuki (肝付 兼太 Kimotsuki Kaneta?), fue un actor, seiyū y director japonés veterano, Algunos de sus roles más destacados incluían el de Suneo Honekawa en Doraemon (1979-2005), Pāyan en Hombre par, Iyami en Osomatsu-kun (1988), Benzou Karino en Kiteretsu Daihyakka y Horrorman en Anpanman, entre otros. Hasta el momento de su muerte estuvo afiliado a 81 Produce. 
Kimotsuki falleció el 20 de octubre de 2016 debido a una neumonía.

## Carrera
Durante su vida estuvo adjunto a la compañía de teatro de transmisión TBS y luego a Aoni Production, Production Baobab, se convirtió en director de su propia agencia 21st century FOX; estaba adjunto a 81 Produce en el momento de su muerte. Fue conocido por dar voz a muchos personajes en series de anime durante 62 años. Apareció en anime infantil (Kodomo) y programas educativos. Además de Doraemon, tuvo papeles destacados en Cyborg 009 (1979) (como 007/Gran Bretaña), Drácula (Kaibutsu-kun), Kemumaki Kemuzou (Ninja Hattori), Pāyan (Perman), Iyami (Osomatsu-kun (1988)), Quackerjack (Darkwing Duck), Tom (Tom y Jerry), Benzou Karino (Kiteretsu Daihyakka), Horrorman (Soreike! Anpanman), Conductor (Galaxy Express 999) y Jiminy Cricket (doblaje japonés de Pinocho y todo otras apariciones). Fue el mentor de Kappei Yamaguchi. 

### Gigante
En 1973, participó en la primera adaptación de Nippon TeleMovie Productions de la serie Doraemon de Fujiko F. Fujio como Takeshi Goda (Gian o Jaian), un matón local fuerte y de mal genio que puede pelear en cualquier momento y con cualquier niño. ve, especialmente a Nobita, junto a sus coprotagonistas Yoshiko Ota (Nobita Nobi), Masako Ebisu (Shizuka Minamoto), Shun Yashiro (Suneo Honekawa), Kōsei Tomita y Masako Nozawa (Doraemon) antes de que Kazuya Tatekabe lo reemplazara.

### Conductor
En 1978, Kimotsuki participó en Galaxy Express 999 de Leiji Matsumoto como el Conductor, el miembro principal de la tripulación del Galaxy Express 999, junto con sus coprotagonistas Masako Nozawa (Tetsuro Hoshino) y Masako Ikeda (Maetel). Es un ser extraterrestre con un cuerpo invisible; solo se pueden ver sus ojos mientras viste su uniforme de director. Cuando llegó el momento de la película de la década de 1990, el elenco repitió los papeles una vez más. A partir de ahí, continuó dando voz al personaje en prácticamente todas las adaptaciones realizadas durante su vida, con la única excepción de los juegos de PlayStation 2 de principios de la década de 2000. En 2002, se reunió con Nozawa e Ikeda para repetir sus respectivos papeles en la OVA y la serie de televisión.

### Suneo
El año 1979 vio el regreso de Kimotsuki a la franquicia de Doraemon cuando fue elegido para la serie de anime de 1979 , esta vez como el personaje Suneo Honekawa, un niño rico con cara de zorro (heredado de su madre) al que le encanta hacer alarde de su riqueza material ante todos, especialmente Nobita. reemplazando a Yashiro en la serie de anime de 1973 junto a los coprotagonistas Nobuyo Ōyama (Doraemon), Noriko Ohara (Nobita Nobi), Michiko Nomura (Shizuka Minamoto), Kazuya Tatekabe (Takeshi Goda (Gigante)) y Keiko Yokozawa (Dorami) durante 26 años hasta el final de la serie.

### Horrorman
En 1991, participó en Soreike! Anpanman como Horrorman, un esqueleto que a menudo trabaja con Baikinman y Dokin-chan. Junto a sus coprotagonistas Ryūsei Nakao (Baikinman) y Hiromi Tsuru (Dokinchan) durante 25 años.

## Filmografía

### Anime
- Heidi (Sebastián)
- Biriken (Doctor Torino)
- Osomatsu-kun 1988 (Iyami)
- New Obake no Q-tarou 1971 (Gojira)
- Obake no Q-Tarō 1985 (Hakase)
- Kiteretsu Daihyakka (Benzō Karino, Kiteretsu Kite)
- Tensai Bakabon 1971 (Nakamura-kun)
- Kindaichi Case Files (Yuichiro Matoba)
- Konjiki no Gash Bell!! (Grisa)
- Candy Candy (Alistaire Cornwell)
- Great Mazinger (General reptiliano Draydou)
- Galaxy Express 999 (Conductor)
- GeGeGe no Kitarō 1996 (Makura Gaeshi)
- Cyborg 009 1979 (007/Gran Bretaña)
- Calimero (Pedro)
- Soreike! Anpanman (Horrorman) (1° voz)
- Dokaben (Kazuto Tonoma)
- City Hunter '91 (Robo)
- Trigun (Leonof the Puppetmaster)
- Detective Conan (Kōnosuke Jii)
- Dokonjō Gaeru (Oyaji, Sakura)
- Doraemon (Nippon Television Versión) (Takeshi Goda/Gigante)
- Doraemon (TV Asahi Versión) (Suneo Honekawa)
- Dororon Enma-kun (Kapaeru)
- Kaibutsu-kun (TV Asahi Versión) (Dracula)
- Perman 1967 (Kabao)
- Perman 1983 (Pāyan)
- Jungle de Ikou (Aham)
- Magical Angel Creamy Mami (Nega)
- Norakuro (Humble)
- Kyojin no Hoshi (Akagawa)
- Gatchaman (Mayordomo)
- Neo-Human Casshan (Luger)
- Urusei Yatsura (Drácula, Maestro Kappa, Little Devil, Old Master)
- Ashita no Joe (Hiyoro Matsu y Yasuda -ep 60-)
- Ashita no Joe 2 (Hyoromaru)
- Yūki Yūna wa Yūsha de Aru (Yoshiteru)

### OVA
- Legend of the Galactic Heroes (Huang Louis)
- The Hakkenden (narrator)
- Urusei Yatsura: Nagisa no Fianse (Padre de Nagisa Shiowatari)

### Películas
- Adieu Galaxy Express 999 (Conductor)
- Galaxy Express 999 (Conductor)
- Galaxy Express 999: Eternal Fantasy (Conductor)
- InuYasha: La espada conquistadora (Saya)
- Películas de Doraemon (Suneo Honekawa) (1° Etapa)
- Digimon Tamers: Runaway Locomon (Parasimon)

### Videojuegos
- Kingdom Hearts (Jiminy Cricket)
- Doraemon Series (Suneo Honekawa)

### Tokusatsu
- Chōriki Sentai Ohranger (Acha)
- Gekisō Sentai Carranger (TT Terurin)

### Doblaje
- Tom y Jerry (Tom)
- La sirenita (Scuttle)
- Darkwing Duck (Quackerjack)